# Ніколя Дюран
Ніколя Дюран (фр. Nicolas Durand; 4 жовтня 1982, Тулуза) — французький регбіст, який грає за команду Перпіньян в Топ 14. В 2002 році, Ніколя по раз перший почав грати для професійної команди Тулон. З 2002 по 2004 рік, був гравцем Безьє Еро. Після закінченого сезону Про Д2 2003—2004, підписав контракт з клубом Перпіньян, з яким грав протягом шести сезонів.
Дюран взяв участь у чемпіонаті Франції з регбі в групах Under 18, Under 19 і Under 21. Два рази заграв за команду збірної Франції категорії А. У травні 2007 року, його було вибрано до тестового матчу, аби заграти проти Ол Блекс з Нової Зеландії. Ніколя дебютував 2 червня 2007.